# کلاته گورنی
کلاته گورنی، روستایی از توابع بخش چاپشلو شهرستان درگز در استان خراسان رضوی ایران است.

## جمعیت
این روستا در دهستان میانکوه قرار دارد و براساس سرشماری مرکز آمار ایران در سال ۱۳۸۵، جمعیت آن ۴۵ نفر (۱۳خانوار) بوده‌است.